# Brigdamme
Brigdamme ist ein Ort in der niederländischen Provinz Zeeland und eine ehemals selbstständige Gemeinde, die 1816 mit Sint Laurens zusammengeführt wurde. Brigdamme liegt südlich von Sint Laurens an der Straße nach Middelburg.
Brigdamme entwickelte sich rund um eine der Heiligen Brigitta gewidmete Kapelle, die um 1245 durch eine größere Kirche ersetzt wurde. Auch diese Kirche wurde bereits abgerissen.